# جواد ماهری
جواد ماهری (انگلیسی: Javad Maheri؛ زاده ۱۰ دسامبر ۱۹۸۳) یک بازیکن فوتبال اهل ایران است.